# Jüdischer Friedhof (Ellrich)

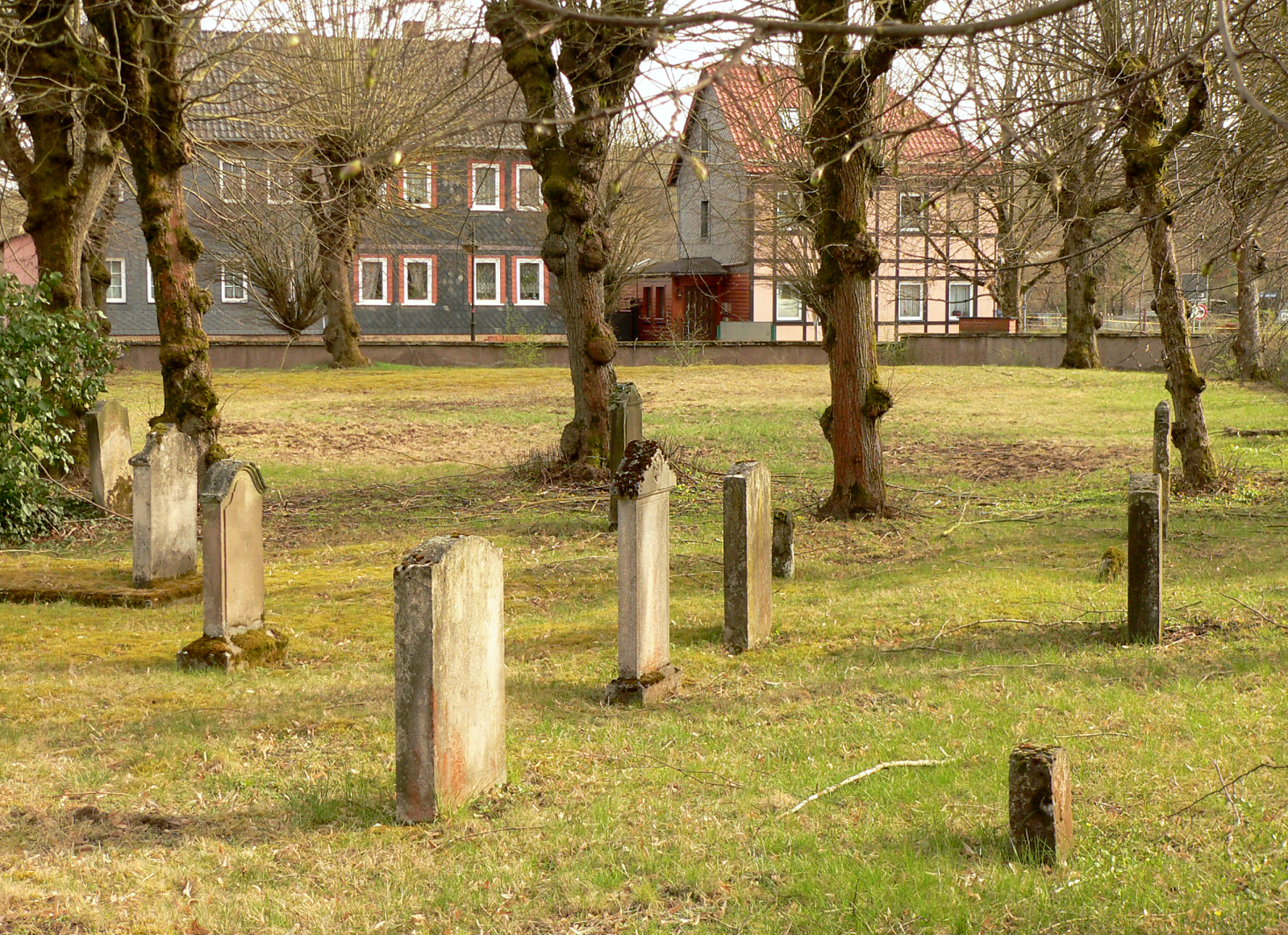
Jüdischer Friedhof Ellrich

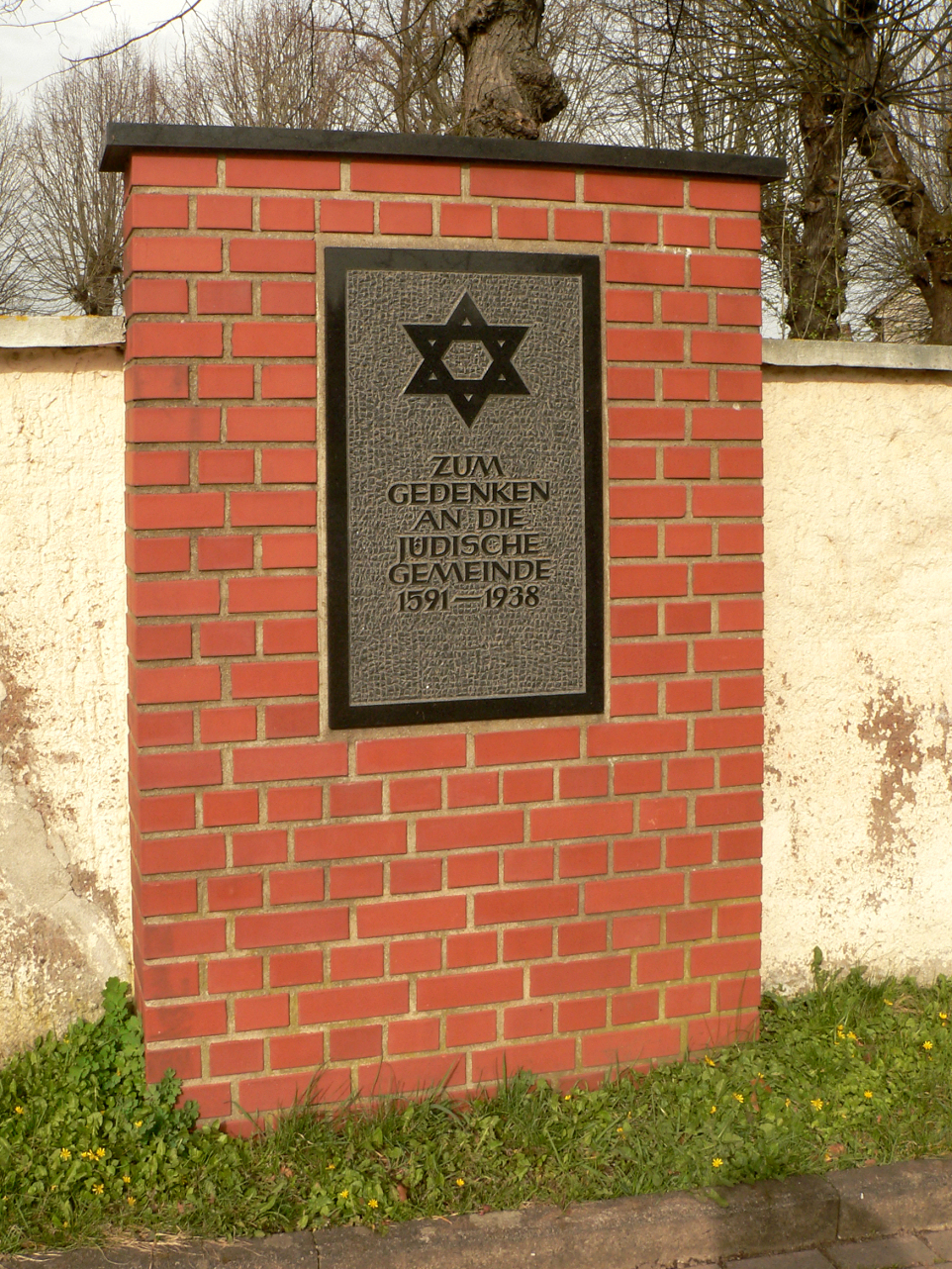
Inschriftentafel an der Friedhofsmauer

Der Jüdische Friedhof Ellrich ist ein jüdischer Friedhof und ein Kulturdenkmal in Ellrich (Landkreis Nordhausen), der nördlichsten Stadt Thüringens.
Die Stadt Ellrich erfuhr seit etwa 1725 einen Zuzug jüdischer Händler und Handwerker. Entsprechend den jüdischen Bestattungstraditionen wurde für diese Familien bald auch ein eigener Friedhof erforderlich. Das Gelände  an der Töpferstraße wurde 1782 von der jüdischen Gemeinde erworben und der Friedhof angelegt. Auf einer Fläche von jetzt 2.500 m² sind noch etwa 75 Grabsteine erhalten. Die letzte Beisetzung erfolgte im Jahr 1915.